# Topolino in vacanza
Topolino in vacanza (Camping Out), anche conosciuto in Italia come Un vivace campeggio, titolo della riedizione, e Topolino e le zanzare nell'edizione distribuita in DVD, è un cortometraggio animato del 1934 della serie Mickey Mouse diretto da David Hand e prodotto dalla Walt Disney Productions, uscito negli Stati Uniti il 17 febbraio 1934 e distribuito dalla United Artists.

## Trama
Topolino, Minni, Orazio Cavezza e Clarabella sono seduti attorno a loro campeggio quando una zanzara rovina il loro divertimento. Colpita da Orazio, essa va a chiamare centinaia di altre zanzare che causano dei veri problemi. I quattro amici cercano di contrastarle tirando loro del cibo, e poi si chiudono nella tenda. Dopo essere riusciti a bloccare alcune zanzare, intrappolano le altre in un paio di pantaloni e le cacciano via.

## Distribuzione

### Edizione italiana
Il film uscì nelle sale italiane tra il 1934 e il 1935 distribuito dalla United Artists col titolo Topolino in vacanza; è stato distribuito in VHS doppiato in italiano e colorato al computer. Su DVD è invece presente l'edizione originale, senza doppiaggio italiano, col titolo Topolino e le zanzare.

## Edizioni home video

### VHS
- Topolino pesca guai, settembre 1995

### DVD
- Walt Disney Treasures: Topolino in bianco e nero (16 aprile 2009)